# Franciszek Śmiadecki

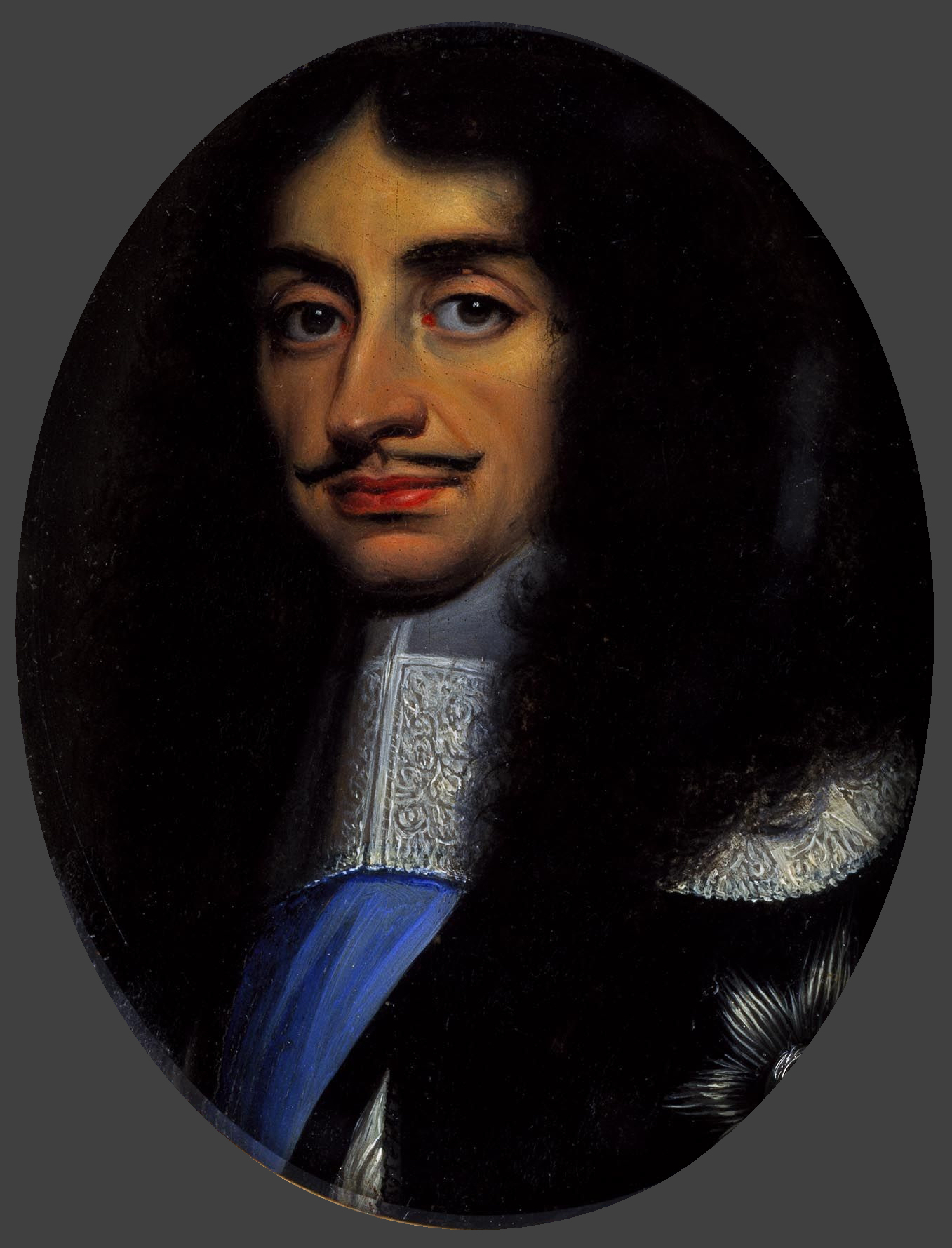
Karl II. von England gemalt von Śmiadecki

Franciszek Śmiadecki (* um 1580 in Bodzentyn, Polen-Litauen; † nach 1660 in England) war ein polnischer Maler, Miniaturist sowie Schriftsteller des Frühbarocks.
Śmiadecki lernte die Malerei in Krakau, wo er 1596 den Abschluss machte und 1602 den Meistertitel erwarb. 1608 wurde er in der Malergilde zum Ältesten ernannt. 1609 ging er nach Ungarn. Dort verbrachte er einige Zeit im Gefängnis. Er wurde von seiner Ehefrau freigekauft und ging zurück nach Krakau, wo er mit dem italienischen Maler Tommaso Dolabella zusammenarbeitete. Seine Werke signierte er mit F.S. In dieser Zeit verfasste er auch die neue Ordnung der Malergilde in Krakau sowie die Abhandlung Vanitas vanitatum über das lasterhafte Leben des Bürgertums. Später ging er ins Osmanische Reich und ließ sich danach in England nieder. Dort widmete er sich der Miniaturmalerei, die er bei Samuel Cooper erlernte. Er starb nach 1660 in England.